# Infern (butxaca)
L'infern és una butxaca interior de diverses peces de vestir, de dalt i per fora, masculines i sobretot gruixudes, com ara gecs, americanes, samarres o abrics. Normalment està situat a la banda esquerra, a l'alçada del pit. Sol utilitzar-se per dur-hi papers, diners o d'altres objectes importants i que no facin gaire embalum. En aquest sentit, pot estar proveït d'un botó o d'una cremallera.
És un terme malauradament en desús, ja que és molt característic del català, i difícilment trobarem el seu equivalent en altres llengües. Val a dir, però, que l'ús del mateix afegitó també declina. En qualsevol cas no deixa de ser suggestiu i àdhuc poètic que l'infern se situï tan arran de cor.
L'infern també és conegut com a sarró.